# Vardashat
Vardashat là một đô thị thuộc tỉnh Ararat, Armenia. Dân số ước tính năm 2011 là 239 người.